# Adam Chłopek
Adam Chłopek (ur. 1959) – polski koszykarz występujący na pozycji środkowego, mistrz Polski.

## Osiągnięcia
Na podstawie, o ile nie zaznaczono inaczej.
Drużynowe
- Mistrz:
  - Polski (1977)
  - Polski juniorów (1976)
- Zdobywca pucharu Polski (1977)
- Awans do ekstraklasy z Gwardią Wrocław (1980)

Indywidualne
- MVP mistrzostw Polski juniorów (1976)
- Lider strzelców mistrzostw Polski juniorów (1976)